# Mischocyttarus navajo
Mischocyttarus navajo är en getingart som beskrevs av Joseph Charles Bequaert 1933.
Mischocyttarus navajo ingår i släktet Mischocyttarus och familjen getingar. Inga underarter finns listade i Catalogue of Life.